# NGC 2674
NGC 2674 је спирална галаксија у сазвежђу Хидра која се налази на NGC листи објеката дубоког неба.
Деклинација објекта је - 14° 17' 37" а ректасцензија 8h 49m 13,2s. Привидна величина (магнитуда) објекта NGC 2674 износи 14,9 а фотографска магнитуда 15,8. NGC 2674 је још познат и под ознакама NPM1G -14.0280, PGC 24785.